# Odontostilbe stenodon
Odontostilbe stenodon är en fiskart som först beskrevs av Eigenmann, 1915.  Odontostilbe stenodon ingår i släktet Odontostilbe och familjen Characidae. Inga underarter finns listade i Catalogue of Life.